# Fânațele Socolului
Fânațele Socolului – wieś w Rumunii, w okręgu Marusza, w gminie Cozma. W 2011 roku liczyła 18 mieszkańców.